# باتريشيا ماكنزي
باتريشيا ماكنزي هي مغنية وممثلة كندية، ولدت في 1987 في كندا.

## وصلات خارجية
- باتريشيا ماكنزي على موقع IMDb (الإنجليزية)
- باتريشيا ماكنزي على موقع قاعدة بيانات الفيلم (الإنجليزية)